# Corso Vittorio Emanuele II (Torino)
Corso Vittorio Emanuele II è una delle principali arterie della città sabauda, ed è lungo 4,2 km. Attraversa il centro storico e gran parte del capoluogo piemontese da est ad ovest, essendo nella stessa direzione del cardo maximo dell'insediamento edificato in epoca romana. Inizia dall'incrocio con corso Fratelli Cairoli e termina in piazza Rivoli.
Nel 1882 fu intitolato a Vittorio Emanuele II ed era denominato viale del Re. 
La parte più antica del corso è costeggiata da due file dei tipici portici torinesi con molti negozi ed attività commerciali.

## Evoluzione storica
Il primitivo viale nacque per esigenze di collegamento viario dalla Stazione di Porta Nuova, porta realizzata durante il primo ampliamento del Centro storico della capitale sabauda del 1620 fino al Lungo Po. 
Il collegamento viario avrebbe costeggiato la parte settentrionale del parco (oggi Parco del Valentino) della già esistente residenza estiva di Casa Savoia presso il Castello del Valentino (1660). Tuttavia, all'epoca, le carrozze utilizzavano il percorso di Via Nizza e Viale del Valentino (l'odierno Corso Guglielmo Marconi), mentre per una modesta via carrabile si dovrà attendere ancora qualche decennio.

Nel 1840 poi, sul fiume Po fu costruito il Ponte Maria Teresa (poi diventato Ponte Umberto I nel 1908), connettendo così l'altra sponda (Borgo del Rubatto, oggi Borgo Crimea). Il tratto di questo corso era denominato all'epoca "Vittorio Emanuele oltre Po" (negli anni 1920 sarà poi intitolato alla città di Fiume).
Per un vero e proprio "viale" bisogna arrivare al XIX secolo, quando la città superò l'antico perimetro delle mura. La parte più antica dell'arteria, dalla stazione ferroviaria al fiume, fu aperta nel 1814 con il nome di Viale del Re, poi rinominata in Corso del Re. Con la reggenza di Carlo Felice di Savoia quindi, la nuova arteria prese forma, ampliata in occasione dello sviluppo urbano del 1835-1845, col contributo dall'architetto Carlo Promis. 
Verso occidente, invece, il corso portava fino al Largo del Re (attuale Piazza Carlo Felice) per poi giungere nei pressi della Piazza d'Armi di quell'epoca, situata nel rione San Secondo (zona corso Galileo Ferraris-Matteotti-via Volta-via Camerana-via Assietta). Con il passare degli anni, il corso proseguì ancóra il suo tracciato verso occidente fino ad arrivare, intorno al 1920, ad incrociare Corso Francia in Piazza Rivoli.

## Il percorso

### Dal Po fino a Porta Nuova
Partendo da oriente, il Corso inizia dal ponte Umberto I sul fiume Po, rinominazione del 1907 di Ponte Maria Teresa del 1840, il quale connette l'altra sponda del fiume dove era situato il cosiddetto Borgo del Rubatto (poi chiamato Borgo Crimea). Il ponte fu temporaneamente arricchito di ulteriori opere di decorazione in occasione dell'Esposizione internazionale di Torino (1911).

Più a occidente, il Corso costeggia il Parco del Valentino, sorto con nel 1630-1660 come giardino reale della residenza del Castello del Valentino di Casa Savoia, opera di Carlo di Castellamonte ed Amedeo di Castellamonte, ma abbellito significativamente nel XIX secolo, secondo il progetto romantico del paesaggista francese Barrillet-Dechamps. Spicca vicino al ponte l'Arco monumentale all'Arma di Artiglieria, opera di Pietro Canonica del 1930, sotto il quale si trova la statua dedicata a Santa Barbara. All'angolo di corso Massimo d'Azeglio invece, nel 1936 fu posizionata la statua dedicata a D'Azeglio, opera del 1873 di Alfonso Balzico e precedentemente posizionata in piazza Carlo Felice.

#### Lato Centro
Proseguendo il tratto sino alla stazione di Porta Nuova, il Corso lascia sulla sua sinistra il quartiere San Salvario e sulla destra lo storico Borgo Nuovo. In particolare, quest'ultimo quartiere sorse dopo la Restaurazione (dopo il 1814) e destinato alla nobiltà torinese, delle cui tracce storiche rimangono:
- al n. 6-8, quasi all'angolo con corso Fratelli Cairoli, sorgeva l'antica Villa Gallenga, demolita nel 1828 per costruire gli uffici dell’industriale Riccardo Gualino, quindi chiamato Palazzo Gualino, fu eretto nel 1928 da Gino Levi-Montalcini (fratello maggiore di Rita Levi-Montalcini) e dotato di inferriate alle finestre del piano terra, pertanto soprannominato dai torinesi "le Nove d'l Valentin", per analogia con il carcere torinese chiamato "Le Nuove" e la vicinanza al Parco del Valentino.
- al n. 44 il Palazzo Rossi di Montelera, opera di Camillo Riccio del 1887, e destinato alla sede torinese della famiglia Rossi, industriali dei liquori Martini & Rossi che, nel 1911, furono insigniti da Re Vittorio Emanuele III di Savoia con il titolo di Conti di Montelera. Qui visse e morì anche il senatore ed avvocato Teofilo Rossi di Montelera, sindaco di Torino tra il 1909 e il 1917.
- al n. 50 l'edificio con architettura eclettica dello storico Cinema Corso, dedicato all'antico nome "Corso del Re", già Cinema Palazzo, costruito dalla FIAT nel 1926 (dall'ing. Vittorio Bonadè Bottino), sui resti della villa del conte Vittorio Seyssel d’Aix (1825), della quale rimane ancora la parte orientale e quella verso Piazza Giambattista Bodoni. Il Cinema subì un incendio il 9 marzo 1980 e fu poi ristrutturato da Pier Paolo Maggiora, con cambio di destinazione d`uso.
- lì accanto, oltre via Carlo Alberto, al n. 52, il palazzo di grande pregio voluto dalla nobile famiglia Priotti, realizzato da Carlo Ceppi nel 1900 (inizialmente Camillo Riccio che però morì nel 1899), che sperimentò uno stile misto architettura eclettica e primo liberty torinese. Successivamente, gli interni furono modificati dall'ing. Vittorio Eugenio Ballatore di Rosana per costruirvi il cinema Ambrosio.

#### Lato San Salvario
Nel tratto orientale del Corso, sul lato del quartiere San Salvario, sono da citare invece:
- al n. 1-3, ovvero angolo Corso Massimo d'Azeglio, dove ora c'è un edificio moderno residenziale, sorgeva un tempo il sontuoso Palazzo di Celestino Tornielli di Crestvolant, nobile originario di Molare (Alessandria). Fu l'unico edificio torinese in perfetto stile Tudor inglese, progettato dall'architetto G. B. Ferrante nel 1867-1870 e visibile ancora in qualche foto d'epoca. I Tornielli successivamente lo cedettero alle suore Dame del Cenacolo, dove fu annesso un convento e la chiesetta, tra il 1910 e il 1950. Fu completamente demolito nel 1957.
- al n. 13 la chiesa cattolica San Giovanni Evangelista, voluta da don Bosco, eretta nel 1882 da Edoardo Mella, in stile neoromanico lombardo.
- al n. 23 il Tempio Valdese, edificio di culto religioso valdese, edificato nel periodo 1851-1853 a seguito dell'emancipazione dei valdesi, dall'architetto Luigi Formento.
- zona della Sinagoga di Torino, posta sul retro, su Piazzetta Primo Levi, già via Pio V.

### Dal Centro storico al museo del Carcere "Le Nuove"
Con il centro storico sulla destra, si arriva alla storica stazione di Torino Porta Nuova, dove si incontra piazza Carlo Felice, antico Largo del Re, con l'inizio dell'asse di via Roma.

La piazza fu progettata nel 1861, ad opera dell'architetto francese Jean-Pierre Barillet-Deschamps, e coinvolse la nascente Stazione ferroviaria di Torino Porta Nuova (opera di Alessandro Mazzucchetti e Carlo Ceppi, periodo 1853-1864). La continuità dei portici della piazza e del Corso stesso furono già progetto di Carlo Promis, con la successiva collaborazione di Giuseppe Leoni e Giuseppe Frizzi, più Barnaba Panizza per la parte verso via Lagrange. Particolare attenzione merita l'elegante ingresso porticato della via XX Settembre, dove appare una curiosa statua con un mitologico Toro a tre teste. 
I portici verso occidente furono quindi progettati, a seconda dei palazzi costruiti, sempre sullo stile del 
eclettico tipico dell'Ottocento, misto al liberty torinese degli anni 1910, andando a costituire un anello pedonale che si chiude con Corso Vinzaglio, nei pressi della Stazione di Torino Porta Susa, del 1856. In questo tratto si può ammirare:
- sulla sinistra, ville e palazzi in liberty torinese dello storico quartiere Crocetta
- all'angolo di corso Galileo Ferraris, l'imponente Monumento a Vittorio Emanuele II, in largo Vittorio Emanuele, opera di Pietro Costa del 1899. Vicino, al n. 82, l'edificio della Galleria d'arte Pirra
- sul lato opposto al Largo sopracitato, l'edificio della Galleria civica d'arte moderna e contemporanea (GAM) di Torino
- oltre il Largo, si giunge in corso Vinzaglio, dove fu eretto il Santuario di Sant'Antonio di Padova (con facciata nella stretta via omonima), opera di Alberto Porta del 1885
- Lo storico carcere torinese denominato "Le Nuove", oggi sede museale, eretto nel 1870 da Giuseppe Polani, quindi dismesso nei primi anni ottanta e sostituito con quello costruito nel quartiere Vallette, ai confini occidentali della città

- al n. 131, adiacente al Palazzo di Giustizia, l'area verde fu divisa in Giardini Vittime della Caserma La Marmora (che si trova in quartiere Borgo Po), e Giardini Artiglieri da Montagna, quindi adibita ad autostazione dei bus
- Dietro all'ex-carcere, è situato lo storico complesso ferroviario Officine Grandi Riparazioni di Torino: si entra di fatto nel quartiere Cenisia

### Ultimo tratto occidentale
Nel 1952, sulle rovine dei capannoni del Birrificio Boringhieri, fu eretta l'attuale Piazza Adriano, e il Corso fu prolungato ancora verso occidente fino all'attuale Piazza Rivoli, uno slargo costruito sempre negli anni cinquanta (oggi rotonda) alla confluenza con un'altra importante arteria di Torino, Corso Francia.
Rimanendo sempre nei pressi dell'ex edificio carcerario, nel 1995 fu eretto l'imponente Palazzo di giustizia torinese, opera dell'architetto Pierluigi Spadolini sul sito della demolita caserma "Pugnani e Sani" e dedicato a Bruno Caccia.
L'area all'incrocio con corso Bolzano è stata interessata dall'imponente scavo sotterraneo per l'interramento della Ferrovia Torino-Milano e della stazione di Porta Susa, terminata nel 2008.
Nel 2007 si diede inizio a nuovi cantieri per la costruzione del futuro Grattacielo Intesa Sanpaolo, opera di Renzo Piano, alto 167,25 metri, pochi centimetri in meno della Mole Antonelliana. Fu terminato nel 2015, poco dopo la costruzione degli adiacenti giardini pubblici dedicati a Nicola Grosa. 
Nel 2017 fu allargato il Corso Inghilterra a due corsie, terminando così il lungo progetto della viabilità e facendo circolare le auto nello spazio lasciato vuoto dopo l'interramento dei binari per i treni.

## Trasporti
Il corso è percorso per la maggior parte da molte linee di tram e autobus del trasporto pubblico cittadino; inoltre dal 2007 è attraversato dalla metropolitana con le tre stazioni: Porta Nuova FS, Re Umberto e Vinzaglio.

## Galleria d'immagini

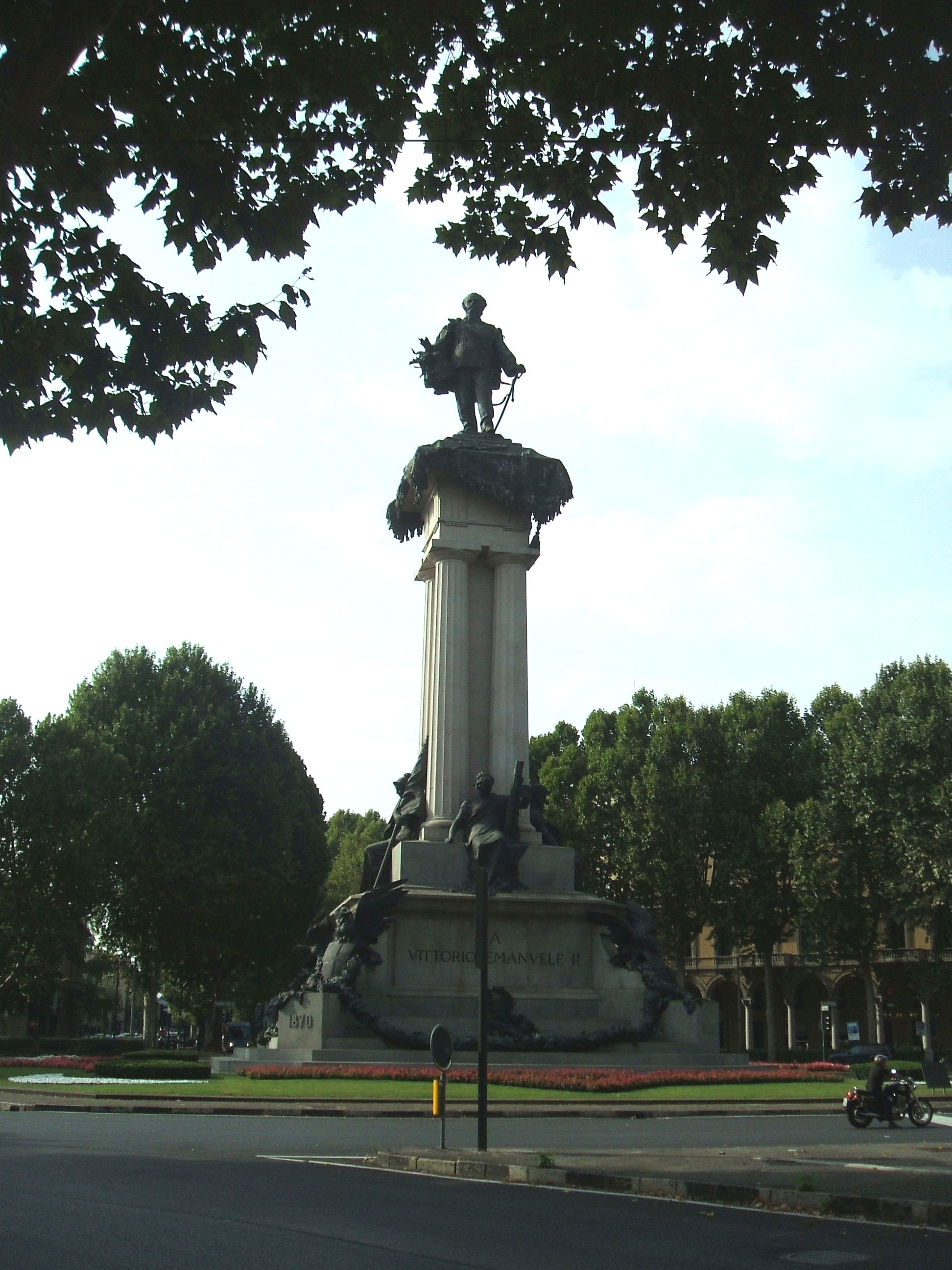
Il monumento di Vittorio Emanuele II di Savoia
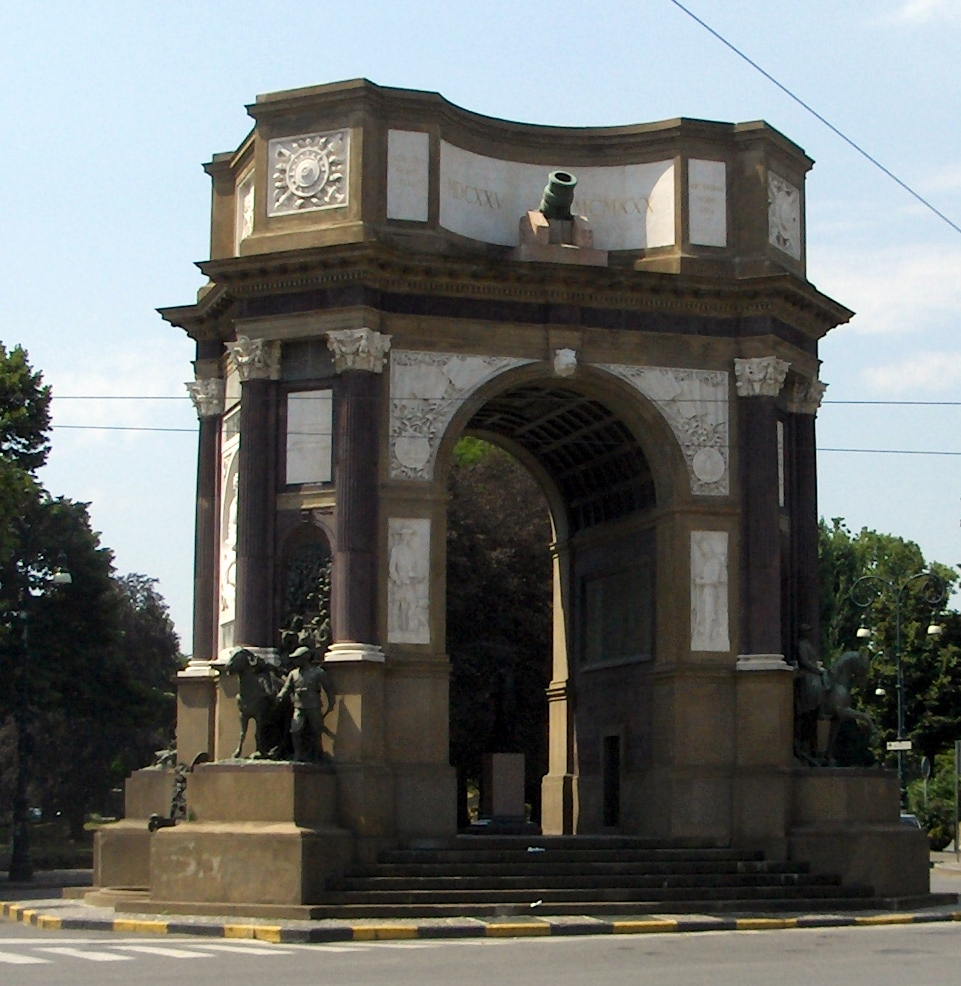
Arco del Valentino, dedicato all'Artiglieria (opera di Pietro Canonica, 1930), posto all'inizio del corso (Ponte Umberto I sul Po)
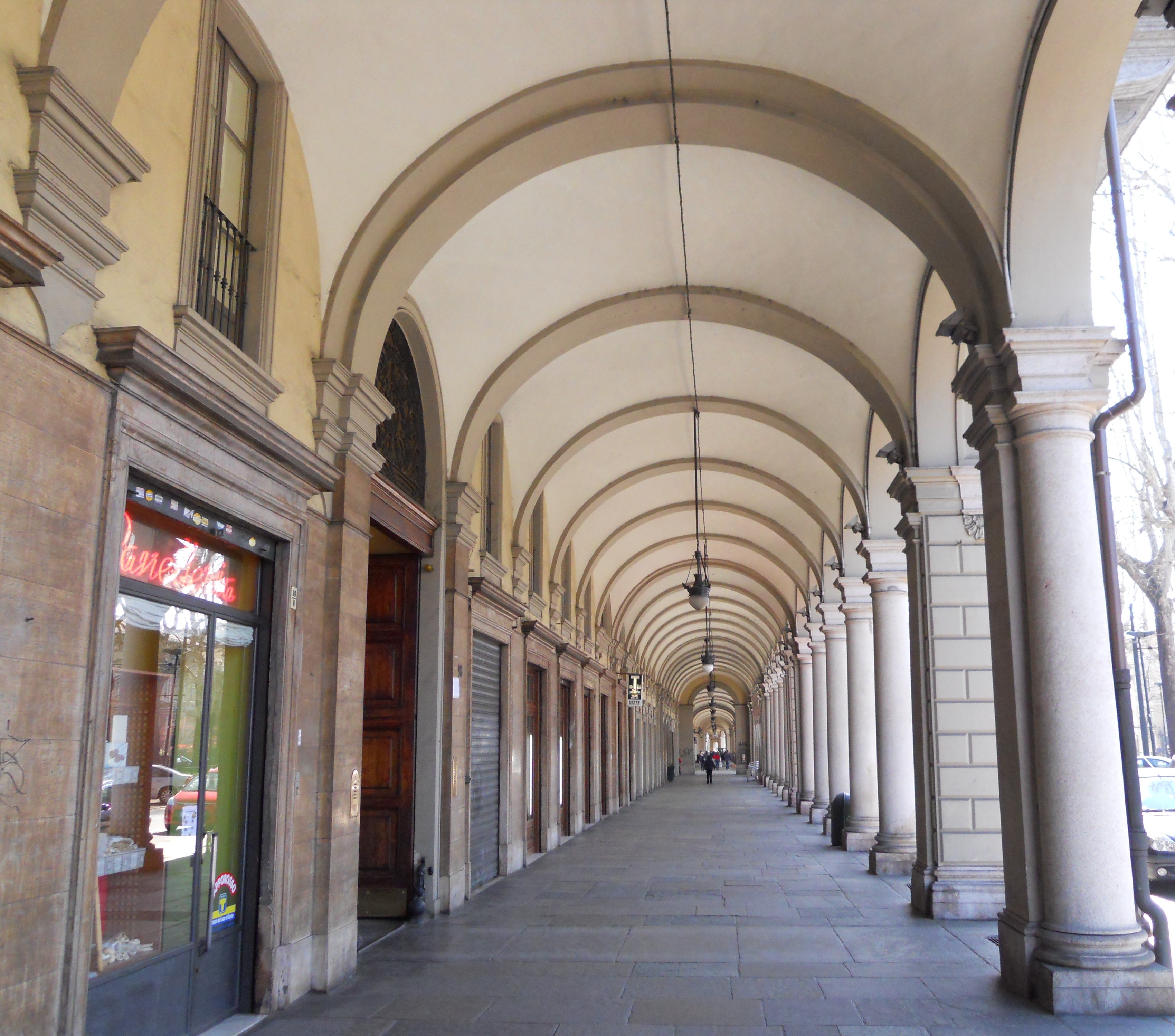
Caratteristici portici di corso Vittorio Emanuele
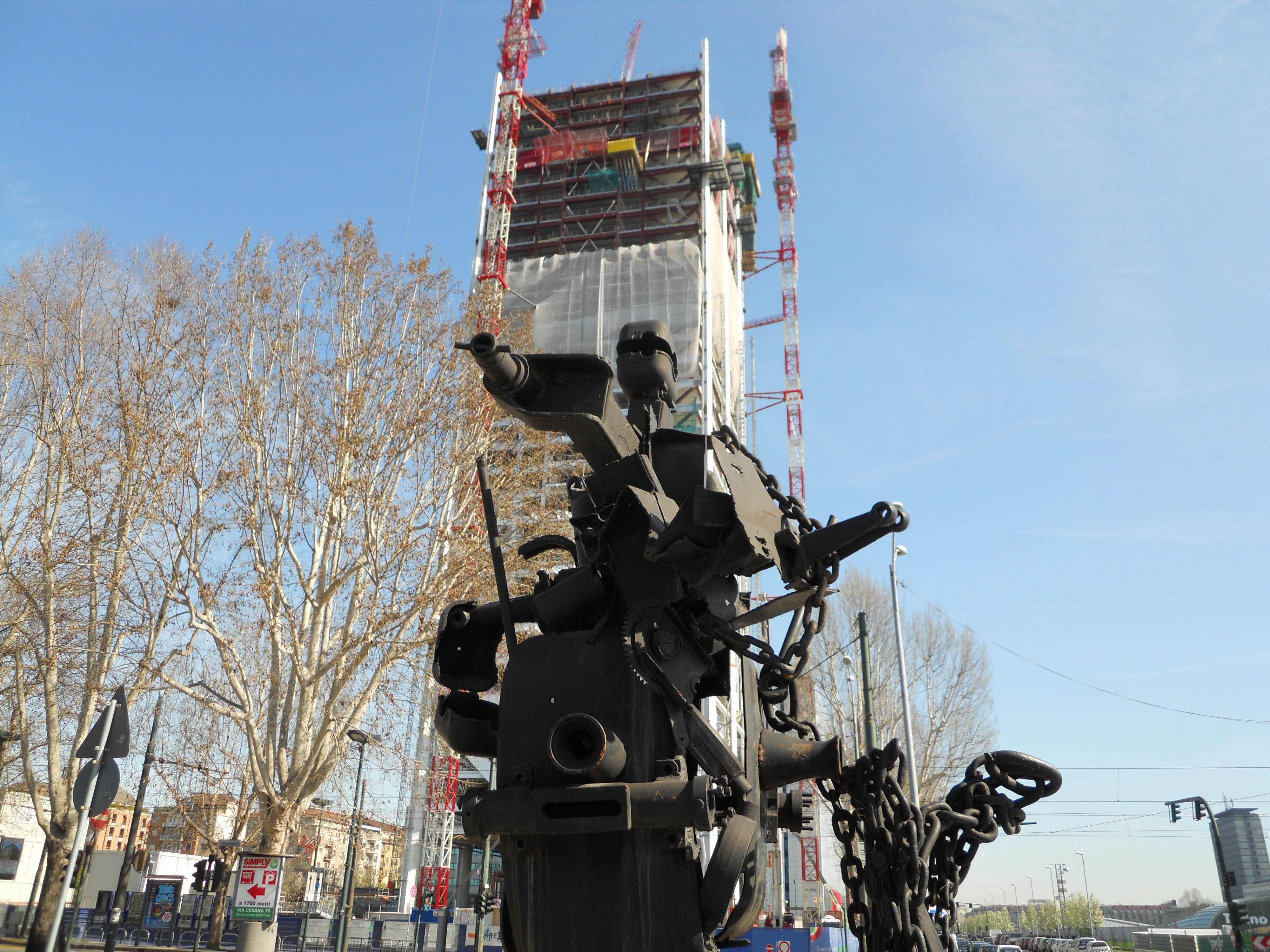
Il nuovo grattacielo Istituto Bancario San Paolo in costruzione (2013)
Corso Vittorio Emanuele II illuminato negli anni '60 con i tipici lampioni siringa, su progetto di Guido Chiarelli